# Habsburg hoch!

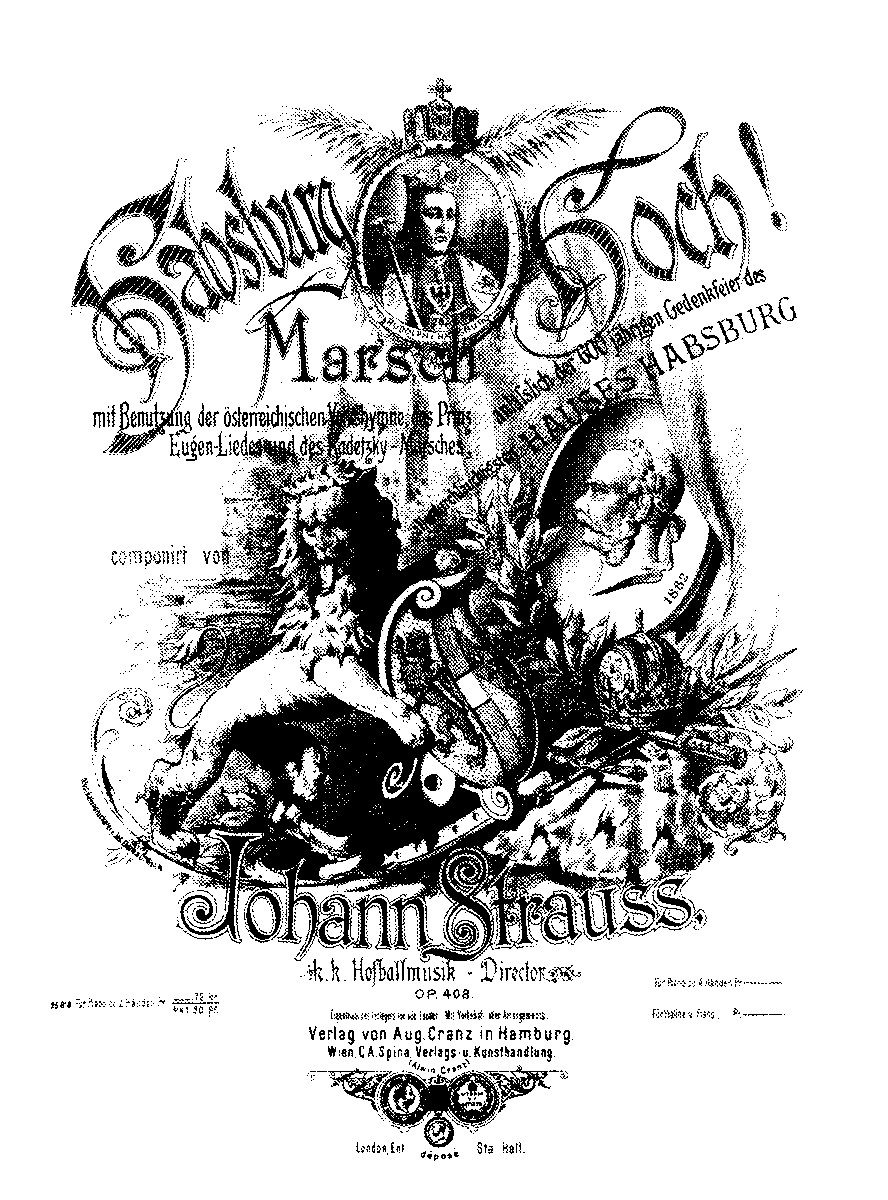
Titelblatt der Originalausgabe für Klavier

Habsburg hoch! ist ein Marsch von Johann Strauss (Sohn) (op. 408). Das Werk wurde am 27. Dezember 1882 im Carltheater in Wien erstmals aufgeführt.